# یخدان رحیم‌آباد
یخدان رحیم آباد مربوط به اواخر دوره قاجار است و در بیرجند، انتهای خیابان رحیم آباد واقع شده و این اثر در تاریخ ۷ مرداد ۱۳۸۲ با شمارهٔ ثبت ۹۳۰۰ به‌عنوان یکی از آثار ملی ایران به ثبت رسیده است. این بنا از بخش‌های مختلفی مانند دیوار سایه انداز، محوطه یخ بند، مخزن جمع آوری یخ و گنبدی که بر بالای آن ساخته شده‌است، ورودی به فضای یخدان و اتاق نگهبان یخدان ساخته شده‌است. همچنین آب آن توسط رشته کوه باقران تأمین میشده‌است.شهرستان بیرجند دارای آب و هوای بیابانی است و اغلب روزها گرم و شب‌ها سرد می‌باشد . از این رو در شب‌های سرد زمستان آب در مخزن یخدان جمع آوری شده و در تابستان مورد استفاده اهالی میگرفت.